# Požaha (hradiště)
Požaha je hradisko púchovské kultury v katastrálním území Jičina v okrese Nový Jičín.
Lokalita se nachází asi 500 metrů jihovýchodně od obce Kojetín v prostoru Štramberské vrchoviny, která je součástí Podbeskydské pahorkatiny na západním okraji Moravskoslezských Beskyd. Hradisko leží na protáhlém vrchu Požaha v nadmořské výši asi 510 metrů. Má oválný půdorys s delší osou asi 200 metrů dlouhou a rozlohou 0,5 hektaru. Je obtékáno dvěma menšími vodními toky, na jihu má menší převýšení, na severní straně je převýšení až 200 metrů. Opevnění je  viditelné na severní straně terénní hranou, výzkumem však byl ověřen jeho průběh po celém obvodě; tvořila je původně hradba o šířce asi 4 metry s čelní kamennou zdí, zpevněnou v líci svislými sloupy, před kterou byl vyhlouben příkop. Lokalitu uvedl do literatury v roce 1926 Gustav Stumpf, který rozpoznal pozdně laténský charakter nálezů. První výzkum zde však provedl roku 1954 Lumír Jisl, který ho publikoval v roce 1968, kdy hradisko zařadil do púchovské kultury pozdní doby laténské. Další výzkumy uskutečnili v letech 1961 a 1962 Jaroslav Král a v letech 1983–1984 a 1987–1988 Miloš Čižmář;  zkoumali vnitřní plochu a opevnění hradiska, přičemž získali kromě archeologických nálezů i četný hodnotný osteologický materiál. Po jeho vyhodnocení překvapila skutečnost, že na rozdíl od keltských sídel pozdně laténského období zde bylo velmi vysoké zastoupení kostí lovných zvířat (50 % oproti 1–2 % na keltských nížinných sídlištích či na oppidu Staré Hradisko). Nálezy dokládají na poměrně značně rozvinutou železářskou produkci a na důležité postavení lokality na dálkové obchodní trase (Jantarová stezka), probíhající Moravskou branou. Počátek hradiska lze datovat do stupně LT C2 a jeho konec do stupně LT D2 (tj. zhruba do období let 150 př. n. l.).